# Antonio Coronel
Antonio Coronel, filósofo renacentista, segoviano del siglo XVI, rector del parisino Colegio de Montaigu de los franciscanos. A él se deben Quaestiones logice secundum viam realium et nominalium Praedicabilia (París, 1509); Expositio super libros Posteriorum Aristotelis (París, 1510), distribuida en doce capítulos; el Tractatus exponibilium et fallaciarum (París, 1511); Rosarium Logices (París, 1517), Dúplex tractatus terminorum (París, 1518), y Liber super praedicamenta Aristotelis (Alcalá, 1538).